# ديرة المسيبات
المسيبات هي قرية صغيرة زراعية وتربية المواشي، تقع في شمال شرق دولة الإمارات العربية المتحدة، في جبال الحجر، إمارة رأس الخيمة.
تضم القرية حوالي 20 منزلاً وكوخًا وأكواخًا حجرية. الحظائر والمدرجات المدعومة بجدران حجرية جافة، بدون ملاط، مما يسمح بالاحتفاظ بالمياه والتربة، المخصصة للمراعي والاستخدامات الزراعية الأخرى؛ خطوط الأنابيب لجمع المياه الجارية؛ حظائر الغنم. وبعض المنشآت الأخرى في حالة خراب. وفي الوقت الحاضر، تسكنها عائلة واحدة فقط. لا يمكن الوصول إليها عن طريق البر.

## جغرافية
تقع المسيبات إلى الغرب وهي قريبة جدًا من الجرف الذي يحد جغرافيًا ذلك الجزء من الحدود بين دولة الإمارات العربية المتحدة وسلطنة عمان، على مسافة قصيرة من جبل سال (1575 م)، ويحيط بها في المنتصف الجبلان العظيمان. أودية المنطقة: من الشمال والغرب وادي جبو، ومن الجنوب وادي عروسة، وكلاهما من روافد وادي شاه.
إلى الجنوب الشرقي تقع قرية ينينيرشبه المهجورة، وإلى الغرب تقع قرية لاسا الحالية على ضفاف وادي جب، والتي يمكن الوصول منها إلى المسيبات عبر مسار محدد جيدًا للحمير، والذي يستخدمه سكان البلدة يوميًا للتنقل. المواد الغذائية وغيرها من البضائع، بشكل عام على ظهور الحمير.

## سكان
كانت منطقة المسيبات مأهولة تاريخيًا بقبيلة اليعاقبه بني هديه، وهي إحدى القسمين الرئيسيين لقبيلة الشحوح شبه البدوية، وتحتل، من بين مناطق أخرى، منطقة اليعاقبه القبلية.

## الأسماء الجغرافية
لم يتم تسجيل اسم هذه القرية في الوثائق والخرائط التي أنتجها المستعرب ورسام الخرائط وضابط الجيش والدبلوماسي البريطاني جوليان فورت ووكر بين عامي 1950 و1960 أثناء العمل الذي قام به لترسيم الحدود بين ما كان يسمى آنذاك بالإمارات المتصالحة، فيما بعد. أكملتها وزارة الدفاع في المملكة المتحدة، على خريطة بمقياس رسم 1:100000 نشرت عام 1971. ومع ذلك، فقد حفظ على المراجع التاريخية لهذا المكان واسمه من خلال الدراسات الدقيقة والمنشورات التي أجراها عالم الأنثروبولوجيا البريطاني ويليام لانكستر.

## صالة عرض

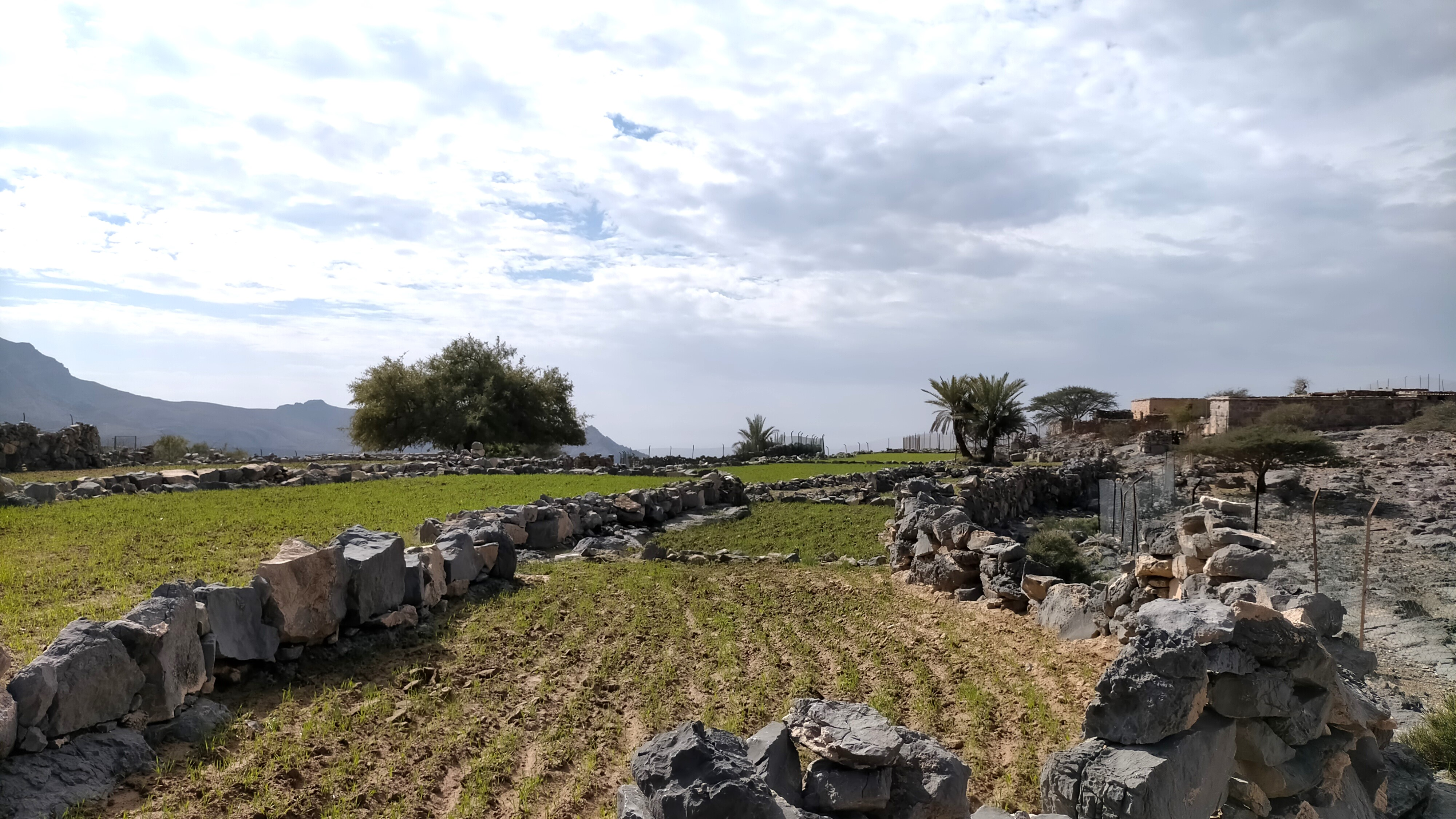
المسيبات، قرية زراعية صغيرة تقع بين وادي جب ووادي عروس.
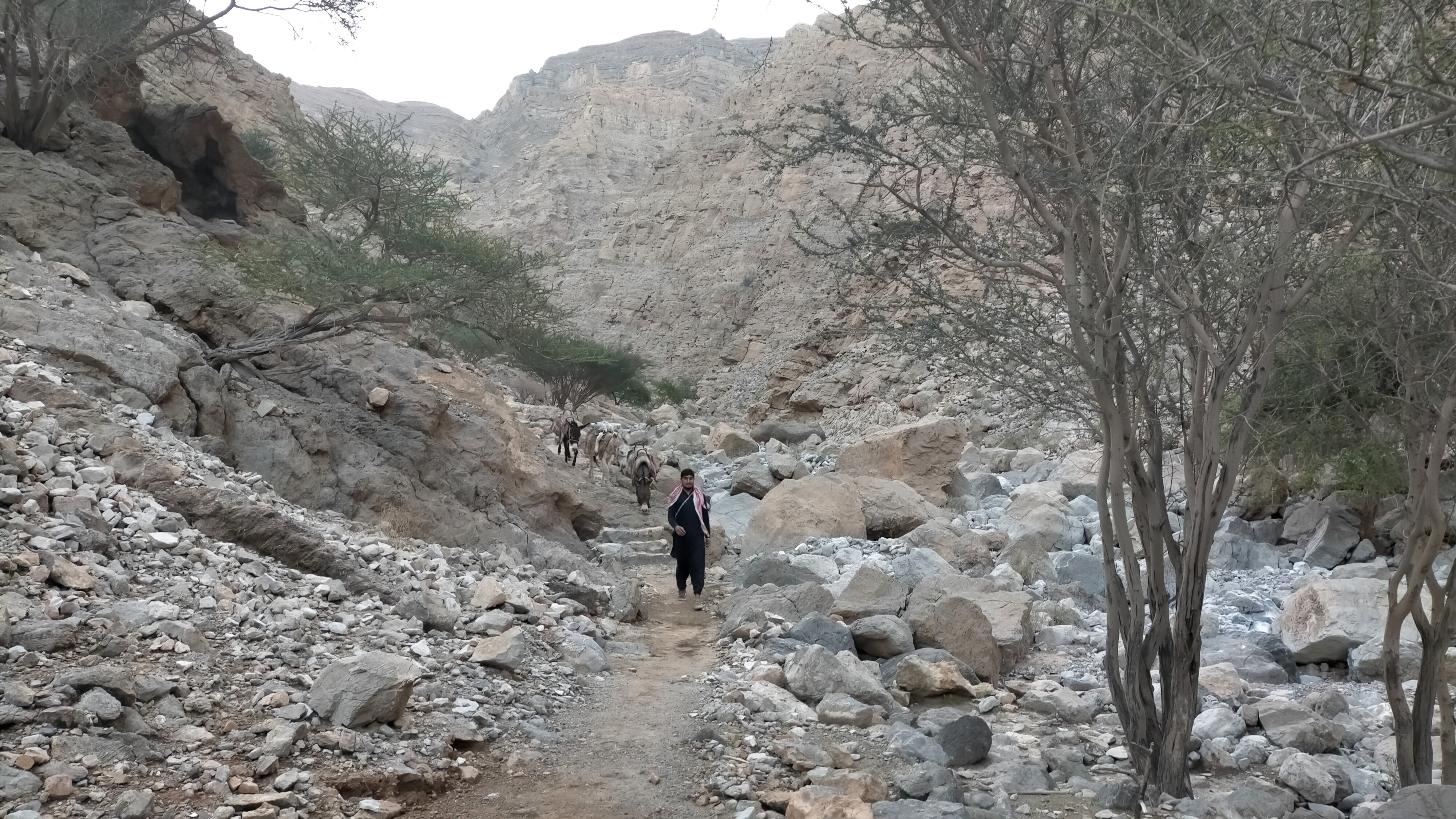
من المسيبات إلى الأحساء على ضفاف وادي جب - درب الحمير عبر وادي لحسا.
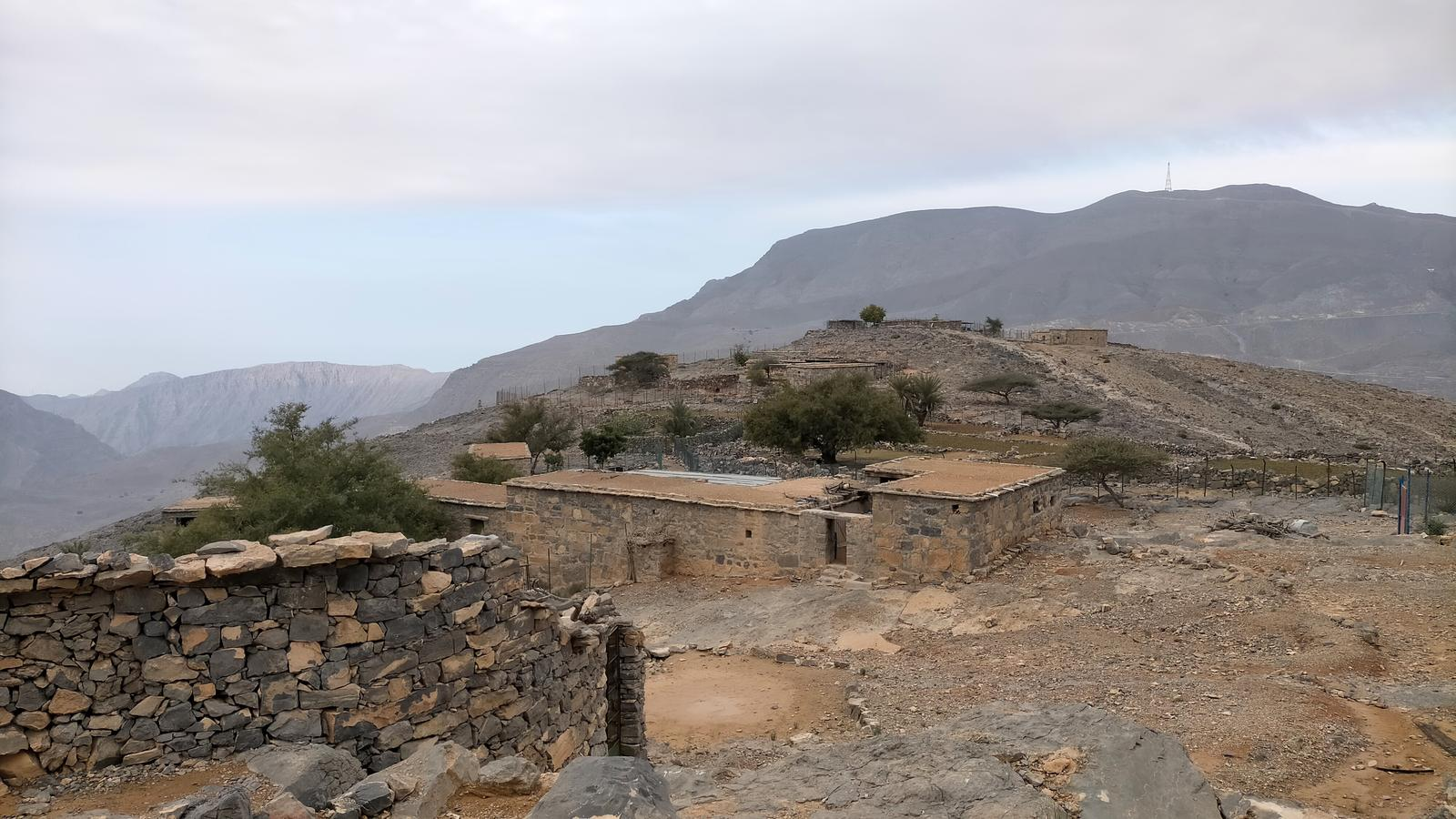
المسيبات قرية زراعية صغيرة تقع بين وادي جب ووادي عروس بالقرب من قرية يننير شبه المهجورة.